# Salaverry
Salaverry é uma cidade portuária do Peru, localizada na região de La Libertad.